# 대한민국의 대통령 배우자
대한민국의 대통령 배우자(大韓民國 大統領 配偶者)의 재임기간은 대통령의 임기와 동일하다.
법에서 명시된 권한이나 요구되는 임무는 없으나 통상적으로 대통령의 해외순방시 동행, 국내외 귀빈 방문시 접견 역할을 하는 것으로 알려져 있다. 국법으로 성문화, 명시되지는 않았으나 때에 따라서는 복지, 교육, 문화 등의 분야에서 대외 활동을 일부 하기도 한다.
영어로는 대통령의 배우자가 여성인 경우 First Lady이라는 호칭을 사용하며, 남성인 경우 First Gentleman이라는 호칭을 사용한다. 여성 대통령의 남편에 대한 칭호는 한국어로는 영부군으로 해석되나, 대한민국에서는 제6공화국 이후 여성 대통령이 존재하였지만 미혼으로 영부군은 존재하지 않았다.

## 역대 대통령 배우자
| 사진   | 이름                        | 활동기간 | 대통령 |
| ------ | --------------------------- | --- | ------ |
|        | 박승선 (1876~1950)          | 제1·2·3대 대통령 배우자 (1948년 7월 24일~1949년 6월 4일)                                                         | 이승만 |
|        | 프란체스카 도너 (1900~1992) | 제1·2·3대 대통령 배우자 (1949년 6월 4일~1960년 4월 26일)                                                         | 이승만 |
|        | 백귀란 (1908~1983)          | 대통령권한대행 배우자 (1960년 4월 27일~1960년 6월 15일) (1960년 6월 23일~1960년 8월 12일)                        | 허정   |
|        | 공덕귀 (1911~1997)          | 제4대 대통령 배우자 (1960년 8월 13일~1962년 3월 23일)                                                            | 윤보선 |
|        | 육영수 (1925~1974)          | 대통령권한대행 배우자 (1962년 3월 23일~1963년 12월 17일)                                                         | 박정희 |
|        | 육영수 (1925~1974)          | 제5·6·7·8대 대통령 배우자 (1963년 12월 17일~1974년 8월 15일)                                                     | 박정희 |
|        | 홍기 (1916~2004)            | 대통령 권한대행 배우자 제10대 대통령 배우자 (1979년 10월 27일~1979년 12월 6일) (1979년 12월 6일~1980년 8월 16일) | 최규하 |
|        | 이순자 (1939~)              | 제11·12대 대통령 배우자 1980년 9월 1일~1988년 2월 24일                                                           | 전두환 |
|        | 김옥숙 (1935~)              | 제13대 대통령 배우자 (1988년 2월 25일~1993년 2월 24일)                                                           | 노태우 |
|        | 손명순 (1929~2024)          | 제14대 대통령 배우자 (1993년 2월 25일~1998년 2월 24일)                                                           | 김영삼 |
|        | 이희호 (1922~2019)          | 제15대 대통령 배우자 (1998년 2월 25일~2003년 2월 24일)                                                           | 김대중 |
|        | 권양숙 (1948~)              | 제16대 대통령 배우자 (2003년 2월 25일~2008년 2월 24일)                                                           | 노무현 |
|        | 조현숙 (1938~2021)          | 대통령 권한대행 배우자 (2004년 3월 12일~2004년 5월 14일)                                                         | 고건   |
|        | 김윤옥 (1947~)              | 제17대 대통령 배우자 (2008년 2월 25일~2013년 2월 24일)                                                           | 이명박 |
| (공석) | (공석)                      | 박근혜 대통령 미혼으로 공석 (2013년 2월 25일 ~ 2016년 12월 9일)                                                  | 박근혜 |
|        | 최지영 (1963~)              | 대통령 권한대행 배우자 (2016년 12월 9일~2017년 5월 9일)                                                          | 황교안 |
|        | 김정숙 (1954~)              | 제19대 대통령 배우자 (2017년 5월 10일~2022년 5월 9일)                                                            | 문재인 |
|        | 김건희 (1972~)              | 제20대 대통령 배우자 (2022년 5월 10일~ 2025년 4월 4일)                                                           | 윤석열 |
|        | 최아영 (1948~)              | 대통령 권한대행 배우자 (2024년 12월 14일~2024년 12월 27일)                                                       | 한덕수 |
|        | 최정선                      | 대통령 권한대행 배우자 (2024년 12월 27일~2025년 3월 24일)                                                        | 최상목 |
|        | 최아영 (1948~)              | 대통령 권한대행 배우자 (2025년 3월 24일~2025년 5월 1일)                                                          | 한덕수 |
|        | 박은진                      | 대통령 권한대행 배우자 (2025년 5월 2일~ 2025년 6월 4일)                                                          | 이주호 |
|        | 김혜경 (1966~)              | 제21대 대통령 배우자 (2025년 6월 4일~ 현재)                                                                      | 이재명 |

## 같이 보기
- 왕후
- 퍼스트 레이디
- 대한민국의 대통령
- 조선민주주의인민공화국의 국가 원수 배우자
- 대한민국 국무총리의 배우자

## 주석
1. ↑  1949년 6월 4일 호적정리로 혼인관계 종료